# Jules Vernet
Jean-Marie Vernet dit Jules Vernet, né à Longessaigne le 1er juillet 1781, et mort à Paris (ancien 1er arrondissement) le 12 mars 1843, est un peintre, acteur et auteur dramatique français.

## Biographie
Ses pièces ont été jouées sur les plus célèbres scènes parisiennes du XIXe siècle : Théâtre de la Porte-Saint-Martin, Théâtre du Vaudeville, Théâtre des Variétés, Théâtre du Palais-Royal etc.

## Œuvres
- 1816 : Les jumelles béarnaises, comédie en un acte, mêlée de couplets, avec Émile Cottenet, au théâtre de la Porte-Saint-Martin (2 février)
- 1816 : Les Rivaux impromptus, comédie-vaudeville en un acte et en prose, mêlée de couplets, au théâtre des Variétés (27 avril)
- 1816 : La Magnétismomanie, comédie-folie en un acte mêlée de couplets, au théâtre des Variétés (5 septembre)
- 1817 : Ni l'un, ni l'autre, tableau villageois, en un acte, mêlé de couplets, au théâtre de l'Odéon (30 décembre)
- 1818 : Une visite à ma tante, ou la Suite des Perroquets, comédie en un acte, mêlée de couplets, avec Armand-François Jouslin de La Salle, au théâtre des Variétés (8 décembre)
- 1819 : Le Mûrier, vaudeville en un acte, avec Jouslin de La Salle, au théâtre de la Porte-Saint-Martin (22 juin)
- 1820 : Cadet Roussel troubadour, comédie en un acte, avec Joseph Aude et Ferdinand Laloue, au théâtre de la Porte-Saint-Martin (21 mars)
- 1824 : La Jeunesse d'un grand peintre, ou les Artistes à Rome, comédie en un acte et en prose, mêlée de couplets, avec W. Lafontaine, au théâtre des Variétés (9 août)
- 1825 : Belphégor, ou le Bonnet du diable, vaudeville-féerie en un acte, avec Achille d'Artois et Henri de Saint-Georges, au théâtre du Vaudeville (26 avril)
- 1833 : Trois têtes dans un bonnet, scènes épisodiques en vaudevilles, au théâtre du Palais-Royal (29 janvier)
- 1834 : Le Mari, la femme et le voleur, vaudeville en un acte, avec Adolphe de Leuven.

On lui doit aussi une série de lithographies, avec Godefroy Engelmann, concernant les acteurs du Théâtre des Variétés (1840).